# Misselwarden
Misselwarden is een dorp en voormalige gemeente in de Duitse deelstaat Nedersaksen. De gemeente maakte deel uit van de samtgemeinde Land Wursten in het Landkreis Cuxhaven.  Op 1 januari 2015 ging Misselwarden samen met de andere gemeenten uit de Samtgemeinde Land Wursten en de gemeente Nordholz op in  de eenheidsgemeente Wurster Nordseeküste.

## Afbeeldingen

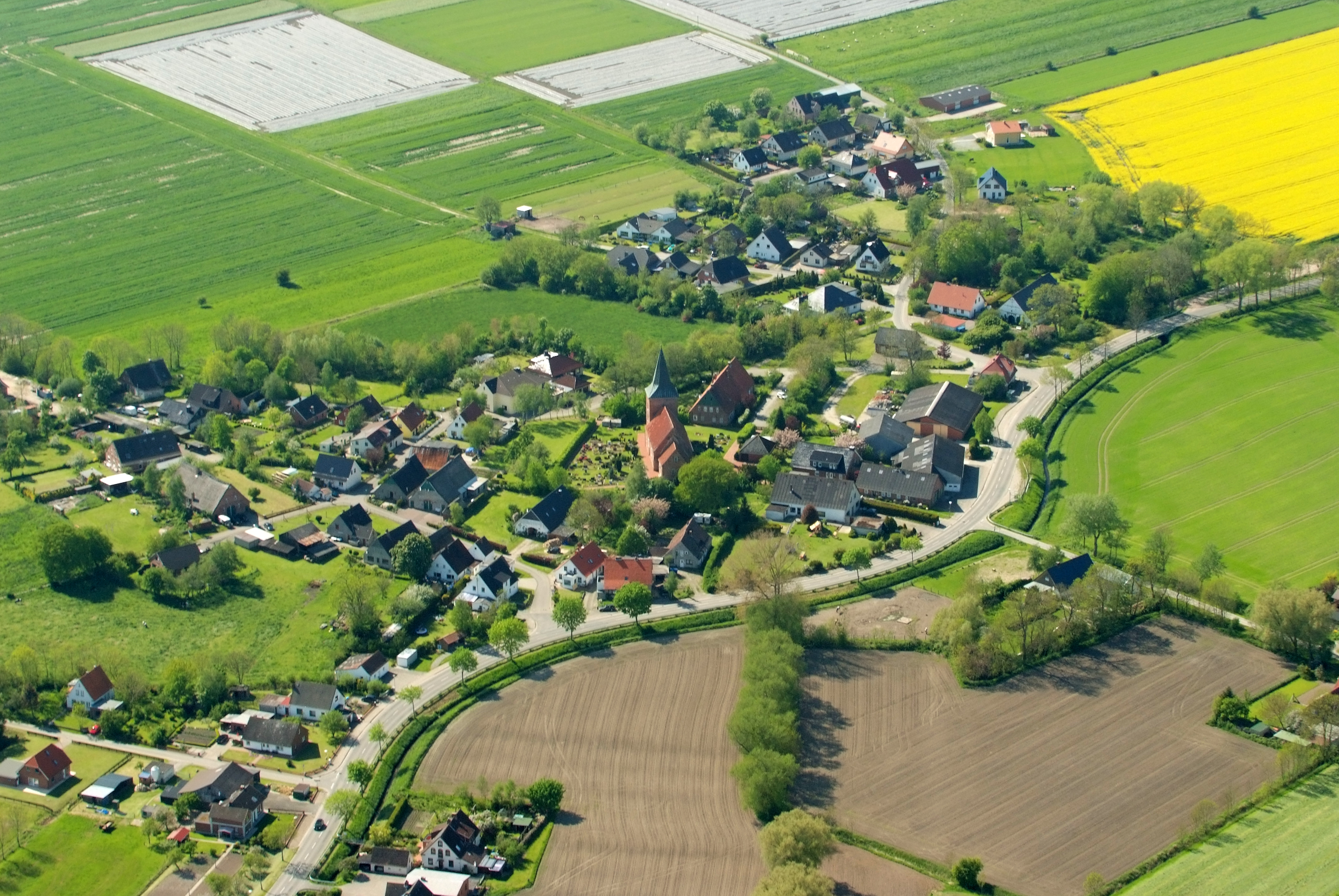
Luchtfoto van het dorp (mei 2012)
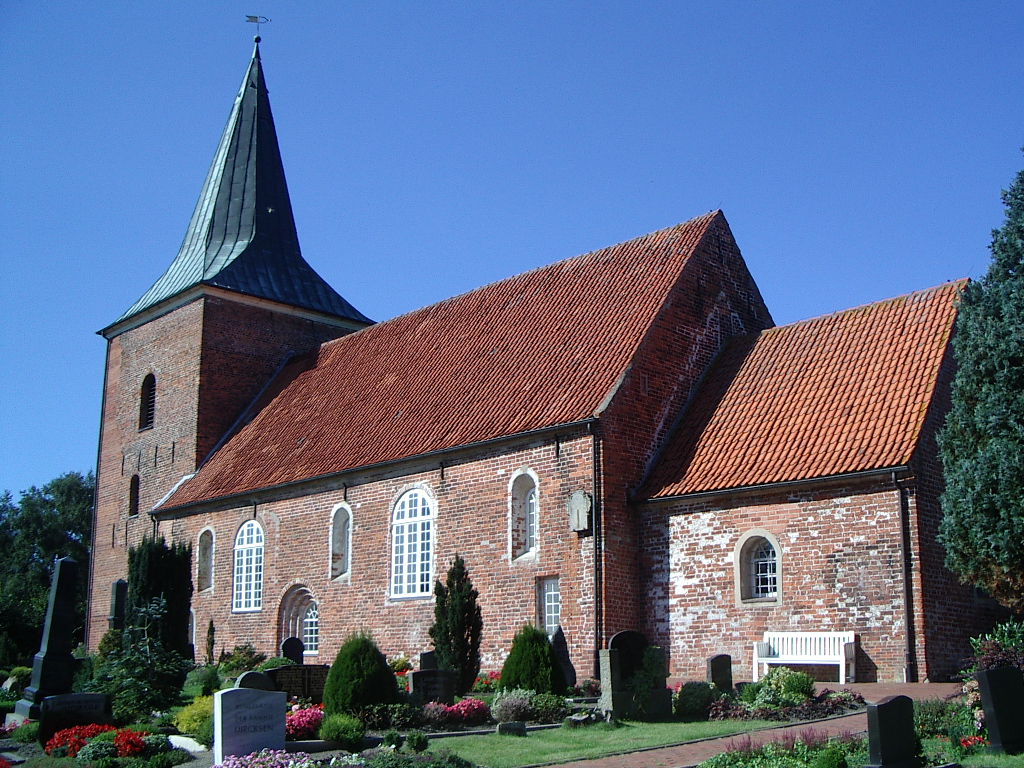
Catharijnekerk te Misselwarden
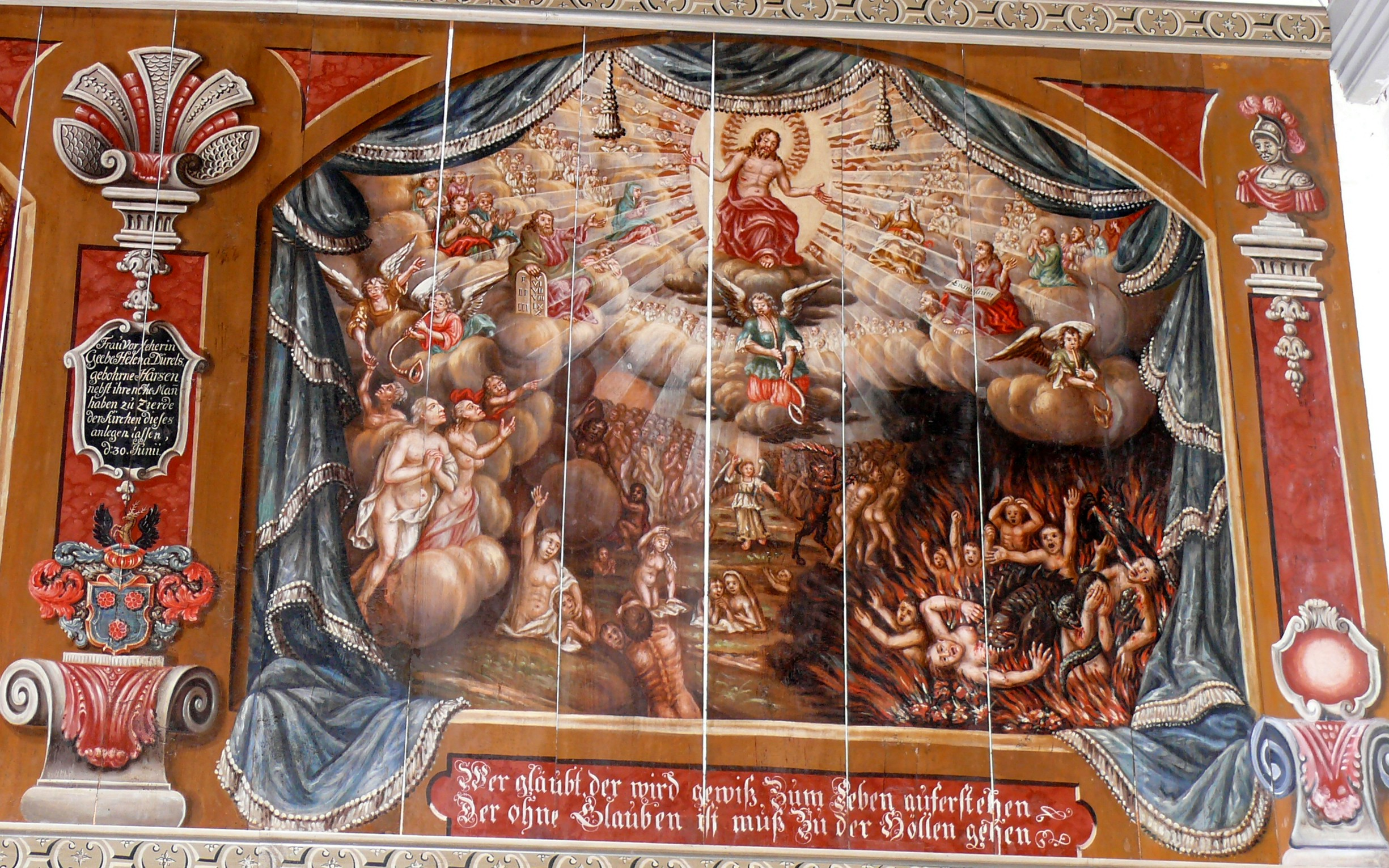
Wandschildering Het Laatste Oordeel (18e eeuw) in deze kerk

De Catharijnekerk staat op de dorpsterp van Misselwarden. De kerk werd gebouwd omstreeks 1300 en twee eeuwen later gerenoveerd en vergroot. In 1557 werd, op de begraafplaats van de kerk, nog een opstand van de Wurstfriezen tegen de troepen van het toen overheersende Prinsaartsbisdom Bremen bloedig onderdrukt. De toren dateert van omstreeks 1600. Binnen zijn muur- en plafondschilderingen uit de 17e en 18e eeuw aanwezig. Wijd en zijd beroemd is de in 1459 gegoten kerkklok Gloriosa, die in de kerktoren hangt. De klok is afgebeeld in het dorpswapen van Misselwarden.
- Library of Congress Control Number: n88031626
- Nationale Bibliotheek van Israël: 987007547549105171
- Virtual International Authority File: 149025655